# Sting (đô vật)
Steve James Borden (sinh ngày 20/3/1959) được biết đến với tên trên võ đài là Sting. Hiện đã nghỉ hưu và là Hall of Famer của WWE.

## Sự nghiệp thi đấu

### Continental Wrestling Association (1985–1986)
Steve Borden được thuê để tham gia vào nhóm Powerteam USA được dẫn dắt bởi Red Bastien và Rick Bassman gồm 3 thành viên khác ở câu lạc bộ Gold's Gym tại San Fernando Valley. Borden lúc này nặng 250 lbs và có chút hứng thú với wrestling và Bastien đã thuyết phục được anh tham gia vào nhóm. Borden đã được Bill Anderson cùng với Bastien và Bassman huấn luyện trong 10 tuần và xuất hiện vào tháng 11/1985 với cái tên Flash Borden.

### Thi đấu cho tổ chức Universal Wrestling Federation (1985-1987)
Nhóm Power Team USA tan rã vào năm 1986 và hai thành viên của nhóm là Borden và Jim "Justice" Hellwig (sau này chính là The Ultimate Warrior),lập ra một nhóm tên là The Blade Runners. Borden đổi chữ Flash trong tên mình thành chữ Sting còn Hellwig lấy tên là Rock. Nhóm The Blade Runners thi đấu tại Universal Wrestling Federation ở Shreveport, Louisiana cho đến giữa những năm 1986. Sau đó, Hellwig bỏ đi và Borden tham gia nhóm Hotstuff and Hyatt International, được dẫn dắt bởi Eddie Gilbert và Missy Hyatt. Borden đã giành được đai UWF Tag Team Championship hai lần với Gilbert vào năm 1986, và lần thứ 3 với Rick Steiner vào 1987. Vốn là một wrestler heel, Sting đã turn face trong một trận đấu gặp Terry Taylor vào giữa năm 1987, khi mà Gilbert lên giúp Taylor và làm Sting bị thua. Sau trận đấu, Gentleman Chris Adams đã lên cứu Sting và mời Sting giúp mình đánh lại Taylor và Gilbert. Trong thời gian làm việc cho Bill Watts, chính Eddie đã nói một cách công khai rằng Sting sẽ trở thành một siêu sao trong tương lai. Cuối năm đó, Sting đã được kịch bản cho cầm đai UWF Television nhưng trận đấu

### 1987-1989
Rhodes quyết định để trận đấu mở màn cho PPV Starrcade '87 của Jim Crockett Promotion sẽ là trận giữa các SS mới nổi. Trận đấu diễn ra hòa sau 15 phút với một bên là Sting, Michael P.S. Hayes và Jimmy Garvin và bên kia là Eddie Gilbert, Rick Steiner, và Larry Zbyszko. Được coi là ngôi sao mới nổi, Sting là wrestler duy nhất của UWF được đưa sang thi đấu ở NWA. Tại PPV Clash of Champions, Sting đấu với Ric Flair trong một trận đấu hòa sau 45 phút để lấy đai NWA World Heavyweight Championship. Sau đó, Sting để thua Flair trong rất nhiều trận rematch (nhưng không được chiếu trên TV) sau PPV Clash. Cuối năm đó, ting tiếp tục có mối thù với The Four Horsemen. Sting tag team với Nikita Koloff tại PPV The Great American Bash 1988 đấu lại Tully Blanchard và Arn Anderson để lấy đai NWA World Tag Team Championship và lại là kết quả hòa sau 20 phút. Rhodes tiếp tục cho Sting thi đấu để giành đai NWA United States với Barry Windham và đai NWA Television với Mike Rotundo (nhưng cũng không giành được). Vào mùa thu năm 1988, Sting bị The Road Warriors tấn công sau một trận đấu trên TV. Sting đã được chọn để cho Hawk và Animal turn heel vì Sting là người bên face được fan hâm mộ nhất. Dusty Rhodes đã cùng Sting đánh bại The Road Warriors bằng DQ ở Starrcade '88 (vì vậy nên không được cầm đai Tag Team)
Sting tiếp tục thi đấu đơn vào năm 1989, bắt đầu năm mới với trận đấu hòa kéo dài 1 tiếng với Ric Flair ở sân đấu Omni ở Atlanta. Sau đó, Sting đã giành được đai đầu tiên của mình sau khi đánh bại Mike Rotundo để lấy đai NWA Television. Sting đã bảo vệ thành công đai của mình, thậm chí với cả The Iron Sheik. Vào giữa năm 1989, The Great Muta đấu với Sting vào ngày 23/7 tại PPV The Great American Bash và là một trận điển hình sử dụng Dusty Finish mặc dù Dusty Rhodes đã bị đuổi việc từ lâu. Sting đã pin thắng, tuy nhiên khi chiếu lại thì Muta đã đẩy vai ra được và tổ chức NWA quyết định để chiếc đai vô chủ. Sting và Muta đã đấu lại nhiều trận nhưng luôn kết thúc bằng DQ và không ai có thể cầm được đai. Muta cuối cùng đã giành chiến thắng trong một trận No DQ sau khi dùng thắt lưng đập Sting
Trong trận Main Event của PPV đó, Ric Flair đã đánh bại Terry Funk, sau đó bị Muta tấn công và được Sting lên cứu. Sting và Flair thù với Muta và Funk trong suốt mùa hè và mùa thu. MỐi thù này kết thúc với trận Thunderdome Cage match tại Halloween Havoc '89, với chiến thắng thuộc về Sting và Flair. Sau đó, Sting tham gia vào nhóm Four Horsemen với anh em nhà Arndersons, (Arn và Ole).
Cuối năm đó, Sting đã giành chiến thắng trong Tournament Iron Man ở Starrcade 1989. Sting đã để thua Lex Luger nhưng lại thắng Muta và Flair để đứng đầu bảng (mỗi trận thắng nhờ pinfall hoặc submission được 20 điểm, count-out được 15 điểm, DQ được 10 điểm, hòa được 5 điểm và thua thì 0 điểm). Nhờ lần này mà Sting được làm #1 Contender của đai NWA WHC

### 1990-1991
Sting bị đuổi khỏi nhóm The Four Horsemen vào ngày 6/2/1990 tại PPV Clash of the Champions X: Texas Shootout sau khi từ chối bỏ title shot lấy đai NWA WHC và gây ra mối thù giữa Flair và Sting. Tuy nhiên trong đêm đó, tại trận Steel Cage thì Sting đã tìm cách leo và lồng và bị chấn thương đầu gối. Các booker của WCW buộc phải thay Lex Luger cho Sting trong trận tranh đai WHC tại PPV WrestlerWar. Lex Luger cũng không thành công trong việc lấy đai WHC sau khi thua Ric Flair rất nhiều trận rematch. Sting đã có tham gia trận đấu ở WrestlerWar nhưng Luger đã không muốn Sting giúp và đã thua Flair. Tại PPV Capital Combat vào tháng 5, Sting bị nhómFour Horsemen tấn công và ném vào lồng sắt. Sau đó Sting đã được RoboCop lên cứu.
Sau khi khỏi chấn thương, Sting đã đánh bại Flair để lấy đai NWA WHC vào 7/7/1990 tại PPV Great American Bash. Sting sau đó tiếp tục thù với Sid Vicious và Flair. Vicious đã đánh bại Sting ở Halloween Havoc 1990, nhưng đó lại là Sting giả (đó chính là Barry Windham của Four Horsemen). Sting thật đã xuất hiện và đánh bại Vicious để bảo vệ đai. Sau đó Sting bị một nhân vật tên là "The Black Scorpion" tấn công nhiều lần. Mối thù này kết thúc ở trận Steel Cage tại Starrcade '90: Collision Course. Sting đã đánh bại Scorpion và lột mặt nạ người đó và đó lại chính là Ric Flair (thực ra thì nhân vật này vốn là Ole Anderson, kịch bản định cho Anderson trở lại sau khi đã nghỉ hưu, tuy nhiên ông lại bị chấn thương tay nên đã nghỉ hẳn, vì vậy nên Flair phải vào thay thế. Ngoài ra thì Al Perez, Jeff Ellis, Wild Bill Irwin, David Sheldon,Barry Windham cũng đều đã đóng vai này)
Sting mất đai WHC vào ngày 11/1/1991 sau khi thua Flair trong một trận rematch. Cũng trong thời gian đó, WCW tách ra khỏi NWA và giữ 2 đai là WCW World Heavyweight Championship và WCW World Tag Team Championship. Sting sau đó thù với Nikita Koloff vào mùa hè năm 1991. Ngoài ra Sting cũng tham gia một trận được coi là đỉnh nhất của năm 1991, tag team với Lex Luger đấu lại Steiner Brothers tại PPV SuperBrawl đầu tiên. Trận đấu này cũng bắt đầu cho mối thù với Koloff sau khi Sting ăn nguyên một cái xích (thực ra thì Nikita định tặng cho Lex Luger). Vào tháng 11 năm 1991, Sting đánh bại Steve Austin để giành chiến thắng trong một tournament để lấy đai WCW U.S. Vào cuối năm 1991, Sting thù với Dangerous Alliance, được dẫn dắt bởi Oau E. Dangerously. Nhóm này thù Sting vì cho rằng Sting chính là người lãnh đạo của WCW và muốn tiêu diệt toàn bộ tổ chức mà Sting dẫn dắt. Đồng thời, Sting còn bị Lex Luger thù vì Luger đã turn heel và không muốn Sting đấu lấy đai WCW Champion.
Sting đã tham gia nhiều trận đấu với nhóm Dangerous Alliance, đặc biệt là "Ravishing" Rick Rude, là nhân vật chính của nhóm. Trong thời gian này, Sting đã đánh bại Lex Luger ở PPV SuperBrawl II vào ngày 29/2/1992 để giành đai WCW World Heavyweight đầu tiên. Mối thù với Dangerous Alliance kết thúc sau khi nhóm của Sting là Sting's Squadron (gồm Sting, Ricky Steamboat, Dustin Rhodes, Barry Windham, và Nikita Koloff) đánh bại the Alliance (Rude, Austin, Arn Anderson, Larry Zbyszko, và Bobby Eaton) trong một trận WarGames ở WrestleWar vào tháng 5/1992 Trong khoảng thời gian gần cuối mối thù với Dangerous Alliance, một mối thù được cho rằng là nổi tiếng nhất của Sting đã bắt đầu. Vào tháng 4 năm 1992, Sting đã bảo vệ thành công đai WCW World tại Atlanta trước Big Van Vader nặng 450 lbs. Giữa trận, Vader splash Sting, làm gãy ba cái xương sườn và làm Sting bị thoát vị tụy. Sting đã bình phục và bảo vệ đai tại The great American Bash nhưng đã làm hỏng quả Stinger Splash và đập mặt vào cột đài, sau đó bị powerbomb và mất đai. Sau khi đánh bại Cactus Jack trong một trận Falls Count Anywhere tại Beach Blast và Jake Roberts tại trận "Spin the Wheel, Make the Deal" ở Halloween Havoc, Sting đã đánh bại Vader ở tournament "King of Cable" tại Starrcade.
Mối thù giữa Sting và Vader tiếp tục vào năm 1993, với chiến thắng của Vader trước Sting trong một trận bloody Strap match tại SuperBrawl III. Sting đã đánh bại Vader và lấy lại đai tại London vào ngày 11/3 nhưng lại mất đai ngay sau đó có 6 ngày tại Dublin, Ireland. Sting sau đó tag team với Davey Boy Smith và đánh bại Vader với Sid Vicious tại Beach Blast. Cuối năm đó, Sting là một trong những người chào đón Ric Flair trở lại sau khi giành đai từ tay Vader tại PPV Starrcade.
Sting tiếp tục thù với Vader và Rude trong nửa đầu năm 1994, đầu tiên là giành đai NWA World (được gọi là đai WCW International World) tại Slamboree sau khi Rude phải trả lại đai vì chấn thương trong trận gặp Sting ở Nhật (trận này đã khiến Rude phải nghỉ thi đấu). Sau đó, Flair turn heel và đánh bại Sting để thống nhất đai WCW WHC với đai WCW Internatinal WHC tại Clash of the Champions XXVII. Trong nửa cuối năm 1994 và hầu hết năm 1995, Sting tag team với Hulk Hogan chống lại nhóm Three Faces of Fear và sau đó là nhóm Dungeon of Doom.
Vào tháng 10 năm 1995, Flair thuyết phục Sting cùng mình đánh lại Arn Anderson và Brian Pillman tại Halloween Havoc, sau khi Anderson và Pillman tấn công Flair tối hôm đó. Flair không đi ra trong trận và khiến Sting phải một mình hạ Anderson và Pillman. Cuối cùng, Flairđã đi ra nhưng lại tấn công Sting và lập lại nhóm Four Horsemen với Anderson, Pillman, và Chris Benoit. Sting kết thúc năm 1995 cùng mối thù với Horsemen. Sting, Hogan và Randy Savage đã bị Horsemen tấn công vì làm đồng minh.

### 1996-1998
Đầu năm 1996, Sting tag team với Lex Luger (đã trở lại WCW vào tháng 9 năm 1995) để giành đai WCW World Tag Team của nhóm Harlem Heat. Nhóm này rất nổi bật với phong cách babyface của Sting nhưng thỉnh thoảng lại có đòn chơi bẩn của Luger và đã giúp họ bảo vệ đai thành công rất nhiều lần. Vào tháng 3 năm 1996, thành viên của nhóm Harlem Heat là Booker T đã thay thế Luger và bảo vệ thành công đai với Sting. Cũng trong đêm đó, một trận tái đấu đã diễn ra giữa nhóm của Sting/Luger với nhóm Harlem heat. Trong trận đó, Booker T đã thể hiện sự tôn trọng với Sting mặc dù họ là đối thủ của nhau. Cuối cùng, nhóm Harlem Heat đã lấy lại đai vào ngày 24/6/1996 ở show WCW Monday Nitro. Sting cũng đã tham gia giành đai WHC với The Giant tại PPV Slamboree nhưng không thành công sau khi Luger vào nhưng đánh nhầm Sting.
Vào mùa hè năm 1996, Sting là người đầu tiên chống lại nhóm "The Outsiders" (Kevin Nash và Scott Hall). Tại PPV Bash at the Beach 1996, Sting cùng với Randy Savage và Lex Luger đánh lại nhóm The Outsiders. Nhóm The Outsiders tuyên bố sẽ kiếm thêm thành viên thứ 3 nhưng trong trận đấu, không có ai xuất hiện. Giữa trận. Luger bị chấn thương và phải rời sân, sau đó là sự xuất hiện của Hulk Hogan. Lúc đầu, Hogan có vẻ bảo vệ hai wrestler của WCW nhưng cuối cùng Hogan đã hạ Savage với đòn Leg Drop. Trận đấu đã trở thành no-contest sau khi 3 người này tự thành lập nhóm nWo và bỏ đi

### Sting cùng với Lex Luger
Nhóm nWo cũng giới thiệu một nhân vật Sting của họ(thực ra là Jeff Farmer), và khiến khán giả tin rằng Sting đã phản bội WCW, nhất là trong trận WarGames tại Fall Brawl 1996. Khi Sting thật xuất hiện thì nhiều wrestler cho rằng Sting đã phản bội WCW khiến Sting bỏ WCW và tự coi là "free agent" (kiểu thất nghiệp). Sting sau đó thường xuất hiện ở khu vực khán giả và rất im lặng, tô mặt màu đen và trắng, mặc áo khoác dài và để tóc dài ra (kiểu này là của phim The Crow). Randy Savage cũng có ngồi với Sting nhưng sau đó lại tham gia vào nWo. Lúc này, Sting cũng sử dụng gậy bóng chày đen làm vũ khí. Ở nWo thì Farmer cũng bắt chước Sting để gây lẫn lộn và mọi người thường gọi là nWo Sting. Khi tham gia giao lưu ở kênh QVC, Sting nói rằng chính Scott Hall đã đưa ra ý tưởng đó The Crow. Sting sau đó vẫn sử dụng kiểu mặt nạ như vậy với nhiều phong cách và màu sắc khác
Để chứng minh sự trung thành với WCW, Sting yêu cầu các wrestler của WCW lên sân và đập tất cả với cây gậy bóng chày. Khi các wrestler đã giành ưu thế, Sting quay đầu gậy lại khiến tất cả phải dừng lại. Sau đó, Sting đưa gậy cho một wrestler ở gần, quay lưng lại và cho phép họ đánh mình. Người đó đã không dám và Sting quay lại, cầm lấy gậy và bỏ đi. Sau lần đó, Sting bắt đầu đi ra giúp WCW tấn công nhom nWo (thường là cuối các show)
Sau gần 6 tháng im hơi lặng tiếng, Sting đã trở lại sau khi một mình hạ cả nhóm nWo tại PPV Uncensored '97 vào tháng 3. Nhóm nWo đang ăn mừng với ngôi sao bóng rổ của NBA là Dennis Rodman thì Sting lao xuống từ độ cao 70 ft. bằng cáp và hạ gục nhóm nWo trong một trận chiến lịch sử. Cuối cùng, Sting tặng cho The Outsiders, Hulk Hogan và Randy Savage, những nhân vật chính của nhóm nWo mỗi người một cú Scorpion Death Drop. Sau lần này, Sting thường xuyên trèo qua hàng rào để tấn công các thành viên của nhóm nWo cuối mỗi show Monday Nitro. Sự xuất hiện của Sting vào cuối các show Monday Nitro đã giúp điểm của WCW vượt xa điểm của WWF suốt mùa hè năm 97. J.J. Dillon đã đề nghị Sting đánh lại thành viên của nWo nhiều lần nhưng Sting luôn xé tờ hợp đồng và đòi gặp Hulk Hogan
Sting và Hogan cuối cùng đã đụng độ tại PPV Starrcade 1997 để lấy đai WCW World Championship và Sting đã thắng sau khi trọng tài phụ là Bret Hart phản đối quyết định của trọng tài Nick Patrick, cho rằng ông đã đếm nhanh hơn để Sting thua. Sau đó Sting đã khóa Hulk Hogan trong đòn Scorpion Deathlock khiến Hogan đầu hàng. Thực ra thì WCW đã định cho Sting thắng một cách chính đáng nhưng Hogan đã phản đối và đòi kiểu kết thúc như vậy để cho hình tượng của Hogan vẫn nổi như cồn. Vào show WCW Monday Nitro hôm sau thì Hogan đã phản đối và đòi lại rematch. Trận rematch ở show WCW Thunder cũng diễn ra như vậy và Sting đã bị J.J Dillion bắt trả lại đai. Trong show này, lần đầu tiên Sting đã nói một câu sau 1 năm rưỡi im lặng. Sting đã bảo Dilllion là "You've got no guts!" (Mày không hề can đảm tí nào) rồi nói với Hogan rằng "And you....You're a dead man!" (Còn ông, ông chỉ là một kẻ đã chết). Sting sau đó đã giành lại đai nhờ có "Macho Man" Randy Savage giúp ở PPV SuperBrawl VIII. Sting sau đó tiếp tục bảo vệ đai thành công trước Scott Hall, Diamond Dallas Page và Kevin Nash. Cuối cùng, Sting đã mất đai vào tay Savage tại PPV Spring Stampede vào tháng 4 năm 1998, sau khi Nash lên phá.

### Sting cầm đai WCW WHC
Cũng vào năm 1998, nhóm nWo bị chia ra làm 2 nhóm do bất đồng giữa Hogan và Nash. Nash thành lập một nhóm không face cũng không heel gọi là nWo Wolfpac. Mấy tháng sau, Sting được hỏi muốn tham gia bên nào. Sting đã đi ra mặc áo đen trắng và cho biết mình tham gia nhóm nWo Wolfpac. Sau đó, Sting sơn mặt màu đỏ để chứng tỏ là đã thay đổi phong cách. Sting đã giành đai Tag cùng với Nash sau chiến thắng tại PPV Great American Bash ở Baltimore. Suốt mùa hè năm 1998, Sting,cùng với Nash, Lex Luger và Konnan thù với nhóm nWo Hollywood của Hulk Hogan. Sau đó Sting tiếp tục thù với Bret "The Hitman" Hartsau khi hai người có tranh cãi về FN giống nhau của mình (đòn Sharpshooter của Bret Hart và đòn Scorpion Deathlock của Sting). Sau khi giả vờ bị chấn thương với cú đập gậy của Hart tại PPV Halloween Havoc, Sting biến mất khỏi WCW trong một thời gian dài. Trong lúc này, nhóm nWo lại thống nhất sau sự kiện Fingerpoke of Doom vào năm 1999. Sau đó, Sting rời nhóm và lại tiếp tục đánh đơn.

### 1999-2001
Vào năm 1999, Sting đã giành đai WCW World Heavyweight Championship vào show WCW Monday Nitro từ tay của Diamond Dallas Page, nhưng lại mất đai ngay sau đó có 1 tiếng rưỡi trong trận 4-way Main Event có Kevin Nash và Bill Goldberg). Page pin Nash và giành đai mặc dù Sting không bị pin. Đây chính là thời gian giữ đai WHC ngắn nhất ở WCW. Sting sau đó turn heel với việc tấn công Hulk Hogan (lúc này đã là face) tại PPV Fall Brawl, cầm gậy đập Hogan tới tấp để giành lại đai WCW WHC. Việc Sting turn heel này không ảnh hưởng mấy đến sự cổ vũ của khán giả. Họ vẫn cổ vũ cho Sting đều đều mặc dù Sting phải là kẻ xấu. Sting đã bảo vệ thành công đai trước Hulk Hogan ở PPV Halloween Havoc sau khi Hulk đi lên sân và nằm ra để Sting pin (đây là trận đấu ngắn nhất trong lịch sử WCW), tuy nhiên lại mất đai vào tay Bill Goldberg ngay đêm đó. Kết quả đó không được công nhận, tuy nhiên Sting vẫn bị strip đai vì tấn công trọng tài Charles Robinson. Sting đã có cơ hội giành lại đai trong một tournament nhưng đã thua Bret Hart ở bán kết. Sau đó, Sting có mối thù với Luger.
Vào năm 2000, Sting lại quay sang thù với Vampiro. Vampiro đã thắng Sting trong trận "Human Torch" (thực ra thì đó là diễn viên đóng thế, mọi người nhìn thấy Sting đi vào phía sau, rồi quay ra và bị Vampiro đốt cháy) nhưng sau đó Sting đã thắng lại Vampiro. Sting sau đó đã bị Scott Steiner đánh chấn thương và rời khỏi WCW cho đến khi WCW phá sản. Tuy nhiên tại show Monday Nitro cuối cùng vào ngày 26/5/2001, Sting đã đánh bại Ric Flair, kết thúc mối thù kéo dài suốt 13 năm của họ. Cuối show, Sting ăn mặc giống như người chơi thể thao và sa đó không thi đấu nữa
Thi đấu cho tổ chức World Wrestling All-Stars (2002-2003)
Now you can see what's hidden
Sting cuối cùng đã trở lại thi đấu vào cuối năm 2002, đi lưu diễn châu Âu với tổ chức World Wrestling All-Stars (WWA) vào tháng 11 và 12. Trận đấu đầu tiên của Sting là vào ngày 28/11/2002 tại Dublin, Ireland cùng với Lex Luger đánh bại Buff Bagwell và Malice. Vào ngày 6/12, tại Glasgow, Scotland, Luger đánh bại Sting để lấy đai WWA World Heavyweight Championship sau khi Jeff Jarrett lên phá. Vào ngày 13/12/2002, tại Zurich, Thụy Sĩ, Sting giành đai WWA WHC sau khi thắng Lex Luger
Sting tiếp tục lưu diễn ở Úc với WWA vào tháng 5 năm 2003. Vào ngày 21/5/2003, Sting đã bảo vệ đai WWA World Heavyweight Championship trước Rick Steiner và Shane Douglastại Sydney. Vào ngày 23/5 ở Melbourne, Sting đánh bại Disco Inferno, mặc dù có Chris Sabin và Konnan lên phá. Tại show cuối cùng của WWA vào ngày 25/5 ở Auckland, New Zealand, Sting thua Jeff Jarrett sau khi Rick Steiner lên phá. Trận này cũng là trận hợp nhất đai NWA WHC và đai WWA WHC. Show này được chiếu ở Mĩ vào ngày 8/6/2003

### 2003-2004
Vào năm 2003, Sting ký hợp đồng với Total Nonstop Action Wrestling (TNA) và xuất hiện trong 4 show Weekly PPV. Sting ra mắt ở TNA vào ngày 16/8 ở show kỉ niệm của TNA, cùng với Jeff Jarrett đánh bại A.J. Styles và Syxx Pac. Sau đó, Sting tham gia phỏng vấn với Mike Tenay và nói về sự nghiệp của mình
Sting trở lại TNA vào ngày 5/11/2003, đánh bại Jarrett nhờ DQ trong trận giành đai NWA WHC. Vào ngày 12/11, Sting cùng A.J. Styles đánh bại Jarrett và Lex Luger. Cuối cùng, vào ngày 17/12, Sting thắng Jeff Jarret trong một trận non-title và đây cũng là trận cuối cùng của Sting ở TNA trong thời kì 2003-2004
Vào ngày 24/3/2004, Sting tiếp tục được Mike Tenay phỏng vấn và để làm tư liệu cho bộ phim "Sting: Moment of Truth,". Sting cũng tham gia là Special Enforcer trong trận 4-way giữa Abyss, A.J. Styles, Raven và Ron Killings vào ngày 31/3/2004 (trận đó, Raven đã giành chiến thắng)

### 2005-2007
Now you can see what's hiddenVào 11/12/2005, tại PPV Turning Point, trong khi Jeff Jarrett đang đứng trong sân ăn mừng chiến thắng thì ánh đèn trong nhà thi đấu bỗng tắt phụt, hình ảnh con bọ cạp xuất hiện trên màn hình cùng với dòng chữ "ngày 15 tháng 1 năm 2006". Sau đó, đèn chiếu lên trên sân vào chỗ một cái ghế có đặt áo của Sting, ủng và gậy bóng chày đen. Sự trở lại của Sting được chính thức công bố lúc 0 giờ 1 phút ngày 1/1/2006 trên show iMPACT!
Tại Final Resolution 2006, Sting và Christian Cage đã thắng Jeff Jarrett và Monty Brown sau khi Jarrett ăn cú Scorpion Death Drop của Sting. Sự trở lại của Sting được khán giả chào đón với những câu "welcome back" và "you've still got it". PPV Final Resolution 2006 được TNA công bố là PPV ăn khách nhất của TNA trong lịch sử, vượt xa mọi PPV trước đó
Vào show iMPACT! 28/1/2006, Sting đã xuất hiện lần đầu tiên trên kênh Spike TV và là lần đầu tiên trong suốt năm năm. Sting đã lên sân và nói với khán giả rằng Final Resolution là show cuối cùng của Sting và đây là lời tạm biệt chính thức của Sting đến khán giả. Sau đó, Sting đã bỏ gậy bóng chày lại và đi xuống sân, bắt tay với một số wrestler của TNA
Khi Sting đã chào tạm biệt thì Eric Young và Jeff Jarrett vẫn không yên tâm về việc Sting đã đi thật hay chưa. Jarrett đã nhờ Alex Shelley đến California để quay trộm Sting tại nhà. Sting đã phát hiện và đến tận xe của Shelley, nói rằng mình sẽ quay lại ở Destination X và gặp Jarrett. Tại Destination X, Sting đã trở lại không đeo mặt nạ, mặc quần áo và cứu Cage với Rhino lúc đó đang bị Jarrett's Army tấn công. Sting đã khóa Jarrett với đòn Scorpion Deathlock, tuy nhiên lại bị Scott Steiner lúc đó debut khóa với đòn Steiner Recliner và bị Jarrett cầm guitar đập vào mặt
Trong trận đấu đầu tiên trên truyền hình vào ngày 13/4/2006, Sting đánh bại Eric Young nhưng bị Jarrett, Steiner và AMW lên tấn công. Trong lúc đó, A.J Styles, Ron Killings và Rhino lao lên cứu Sting và tham gia cùng Sting trong trận Lethal Lockdown ở Lockdown gặp Jarrett's Army. Ở PPV Lockdown, Sting, A.J. Styles, Ron Killings, và Rhino (được gọi là "Sting's Warriors") đánh bại Jarrett, Steiner, và America's Most Wanted sau khi Chris Harris tap out với đòn Scorpion Death Lock.
Sau đó, Sting tiếp tục tìm partner để đánh bại Jeff Jarrett và Scott Steiner. Sting đưa ra các lựa chọn là Lex Luger, Buff Bagwell, và Rick Steiner nhưng cuối cùng lại chọn Samoa Joe. Tại Sacrifice, Sting và Joe đã đánh bại Jarrett và Steiner sau cú Muscle Buster của Joe
Sting sau đó thắng Scott Steiner nhờ DQ để giành suất tham dự trận King of the Mountain match ở Slammiversary. Trong trận này, Sting và Cage đang đánh nhau trên thang thì bị trọng tài Earl Hebner hất rơi xuống và giúp cho Jarrett giành chiến thắng
Tại PPV Victory Road, một trận 4-man để giành #1 Contender diễn ra giữa Sting, Steiner, Cage và Samoa Joe. Giữa trận, Jarrett đi ra giả dạng là người quay phim cầm chai dầu phun vào mắt Sting. Sting được đưa ra khỏi trận, tuy nhiên sau đó đã trở lại và giành chiến thắng sau khi làm cú Scorpion Deathlock lên Steiner. Cage và Sting tuy có cãi nhau nhưng Cage vẫn bắt tay và tỏ vẻ tôn trọng Sting. Tại Hard Justice, Sting đã để thua Jarrett trong trận giành đai NWA WHC sau khi bị Cage cầm guitar đập đúng lúc Sting đang làm Frog Splash. Cage lúc đó turn heel và quay sang đánh nhau với Rhino.
Trong show iMPACT! vào ngày 17/8/2006, Sting tuyên bố đòi rematch với Jarrett ở Bound For Glory. Jarrett đồng ý với điều kiện Sting sẽ nghỉ tham gia wrestling nếu thua cuộc. Sting đồng ý và bắt đầu đi luyện tập. Trong thời gian đó, iMPACT! bắt đầu chiếu những đoạn video về việc Sting bắt đầu biến hóa với rất nhiều chi tiết lấy từ kinh Thánh
Tại PPV Bound For Glory, Sting trở lại với phong cách hỗn hợp của thời kì đầu (mặt tô màu loang lổ, cởi trần), thời kì tham gia nWo Wolfpac (tô mặt đỏ) và thời kì sau này (cách tô mặt đen, cầm gậy bóng chày). Sting đã giành chiến thắng và trở thành người già nhất TNA giành được đai này, đồng thời cũng là người duy nhất giành đai này trước và trong thời kì của TNA Ở PPV Genesis, Sting để mất đai vào tay Abyss sau khi bị DQ bởi việc đẩy ngã trọng tài và hất Abyss vào đống bàn bọc thép gai. Sau đó Sting đã tìm cách giải thoát Abyss khỏi James Mitchell nhưng Abyss vẫn ở phe với James Mitchell dù đã hơi lay đồng. Trong lúc đó, Cage và Tomko cũng tham gia vụ này vì Cage cũng tuyên bố là biết được bí mật của Abyss. Tại Turning Point, Abyss đã đánh bại cả Cage và Sting để bảo vệ đai thành công. Sau đó, Sting tiếp tục thuyết phục Abyss rời bỏ James Mitchell và Abyss đã suýt nữa bóp cổ James Mitchell
Vào năm 2007, Sting tiếp tục thù với Abyss và có ý định giành lại đai NWA WHC tại Final Resolution trong trận Triple Threat Elimination với Cage và Abyss. Tuy nhiên, Sting đã bị Abyss cầm xích đập vào mặt giúp có Cage trở thành nhà vô địch mới
Vào ngày 24/1/2007, Sting công bố rằng Abyss đã từng phải vào tù sau khi bắn vào lưng cha của mình 3 phát đạn. Trong khi Abyss và Sting đang đánh lộn thì James Mitchell đi ra và hất quả cầu lửa vào mặt Sting khiến Sting phải đi bệnh viện. Sting sau đó đã quay lại và đánh bại Abyss trong trận Prison Yard ở Against All Odds và trận Last Rites ở Destination X. Vào show iMPACT! ngày 22/3, Sting cùng Abyss ddanaus với A.J Styles và Christian Cage. Giữa trận, Mitchell đi vào với một phụ nữ và Abyss đã chạy ra bỏ Sting lại một mình bị Scott Steiner cầm ống nước đập vào mặt và thua. Ở iMPACT! tuần sau, James Mitchell cho biết đó là mẹ của Abyss và chính là người đã bắn cha của Abyss nhưng chính Abyss đã nhận tội thay. Cũng trong show iMPACT! đó, Abyss tham gia vào Team Cage ở Lockdown, trong khi Sting xông ra tấn công Team Cage và gia nhập Team Angle. Tại Lockdown, Sting đã pin Abyss sau khi Jarrett cầm guitar chứa đinh đập vào đầu Abyss. Đồng thời, Sting cũng giành titleshot lấy đai NWA WHC tại Sacrifice và kết thúc mối thù với Abyss
Trong iMPACT! tuần sau đó, Sting đã đấu với Kurt để bảo vệ titleshot, tuy nhiên lại bị Team Cage lên phá nên trận tranh đia WHC ở Sacrifice trở thành trận 3-way. Ở trận này, khi Sting đã pin được Cage thì Angle lao vào làm Ankle Lock và Sting đã tap out ngay sau khi pin xong Cage. Rudy Charles đã đếm xong nhưng không kịp rung chuông, còn Andrew Thomas mới vào còn khỏe thấy Sting tap out nên rung chuông luôn và Kurt Angle được cầm đai. Tuy nhiên, ngay ở show iMPACT! sau, Kurt bị strip đai (thực ra là TNA không được sử dụng đai NWA WHC và Tag nữa). Trong trận đấu vòng loại KOTM với Samoa Joe, Sting bị Daniels tấn công và Sting bắt đầu thù với Daniels trong một thời gian ngắn. Tại Slammiversary, Sting hạ gục "The Fallen Angel" với cú Scorpion Death Drop.
Sau đó, Sting quay sang tag team với Abyss (lúc này đã turn face). Ở Victory Road, team này đã đánh bại AJ Styles & Tomko. Trong trận đấu giữa Abyss và A.J. Styles, Sting lên giúp nhưng cả hai bị Christian's Coalition tấn công. Abyss bị kéo xuống còn Sting bị Tomko dập lên kính vỡ. Sau đó, đến lượt Abyss bị dập lên kính vỡ và đinh. Tại show iMPACT! sau đó, Sting và Abyss đã hạ Christian và A.J trong trận Ladder sau khi Andrew Test Martin lên giúp. Nhờ chiến thắng này mà Sting và Abyss được chọn thể loại trận ở Hard Justice trong trận gặp Christian Coalition. Abyss đã chọn trận "Doomsday Chamber of Blood" và pin thắng để trở thành #1 Contender lấy đai TNA WHC.
Vào show iMPACT! ngày 30/8, Sting đánh bại Samoa Joe, A.J. Styles và Christian Cage để trở thành người cầm đai TNA World Tag Team Championship cùng Kurt Angle. Nhưng tại No Surrender 2007, Sting và Angle đã bị Adam "Pacman" Jones và Ron "The Truth" Killings giành đai (cặp này cầm đai quá kì cục). Trong trận, ]]Karen Angle]] buộc tội Sting đã tát mình và Kurt đã leo lên làm Olympic Slam Sting giúp cho Team Pacman lấy được đai. Sau đó, Kurt Angle đến California và xúc phạm con trai của Sting. Điều này đã dẫn đến trận đấu giành đia TNA WHC ở Bound For Glory giữa 2 người. Trận đấu này được coi là sự trở lại của Sting về Atlanta, nơi ngự trị của The Icon thời những năm 1990. Mặc dù có cả Karen và Kevin Nash lên phá nhưng Sting vẫn pin thắng sau cú Scorpion Death Drop.
Nhưng ngay tại iMPACT! tuần sau đó, Sting đã mất đai vào tay Kurt sau khi bị Nash gây mất tập trung ở ngoài. Sting đòi rematch ở Genesis trong một trận tag team. Angle chọn Kevin Nash, còn Sting không nói tên partner của mình. Tại Genesis, partner của Sting lại chính là Booker T, người mới đến từ WWE. Sau khi có A.J Styles và Tomko lên phá, Angle đã pin Sting và bảo vệ thành công đai. Đây cũng là lần xuất hiện cuối của Sting ở TNA vào năm 2007 vì sau đó, Sting đã đi nghỉ cùng gia đình

### 2008
Vào show iMPACT! ngày 20/3/2008, trong khi Team Cage và Team Tomko đang hỗn chiến thì một đoạn video được chiếu và cho thấy Sting sẽ trở lại thi đấu vào show iMPACT! trực tiếp đầu tiên. Vào show iMPACT! 27/3/08, Sting đã trở lại và tham gia vào team Cage. Cũng trong show đó, Sting cùng với Cage, Kevin Nash và Rhino đánh bại Team Tomko sau khi Sting buộc Brother Devon submit với đòn Scorpion Deathlock. Cuối show, Sting bị James Storm cầm chai bia đánh lén. Sting đã trả thù vào iMPACT! lần sau với Matt Morgan làm trọng tài. Matt trong trận đã ném cho Sting gậy bóng chày để Sting hạ gục James Storm và sau đó xé áo trọng tài của mình để lộ ra chiếc áo của Team Cage và trở thành thành viên thứ năm của team Cage. Ở Lockdown, Team Cage đã đánh bại Team Tomko sau khi Rhino Gore Storm.
Tại iMPACT! tuần sau, Sting được công bố sẽ tham gia Deuces Wild Tournament để giành đai TNA Tag Team đang vô chủ. Sting đã được ngẫu nhiên cho đấu cùng với James Storm và đã thua từ vòng gửi xe sau khi Sting hất Storm qua bàn để Team 3D pin thắng. Sting sau đó tham gia phỏng vấn với Mike Tenay trên các show iMPACT!. Sting sau đó trở lại TNA vào ngày 3/7/2008 trong khi Samoa Joe đang cãi nhau với Kevin Nash ở cuối show iMPACT!. Sting đứng từ trên giàn giáo và không hề nói gì. Tại Victory Road, trong trận tranh đai WHC giữa Joe và Booker, trong khi Joe đang tấn công Booker thì Sting đi lên khuyên bảo Joe nhưng không được và Sting đã cầm gậy bóng chày đập Joe. Trong các show iMPACT! trước Hard Justice thì mối thù giữa Joe và Booker vẫn tiếp diễn và luôn kết thúc với đoạn Joe bị Booker hoặc Sharmell cầm gậy bóng chày của Sting đập. Sting trong khi đó vẫn không hề xuất hiện và khiến cho mọi người đều tự hỏi là Sting sẽ giúp Joe hay Booker.
Tại Hard Justice, Sting turn heel sau khi tấn công AJ Styles sau khi AJ giành chiến thắng trước Kurt Angle trong trận Last Man Standing.

## Thi đấu cho WWE (2014-2016)
Sting ra mắt lần đầu tại WWE ở PPV Survivor Series 2014. Trong năm 2016, ông tuyên bố nghỉ hưu ở tuổi 57.

## Đời sống riêng tư
Now you can see what's hidden Steve Borden có vợ là Sue Borden và đã có hai con trai Garrett (sinh năm 1991) và Steven (sinh năm 1992), với một con gái Grace (sinh tháng 1 năm 2000). Gia đình của Sting theo đạo Thiên Chúa và thường xuyên đến Church on the Rock tại Santa Clarita, California nơi mà anh trai của Sting là Jeff đang làm việc

## Vật thường dùng
Gậy bóng chày đen

## Trong đấu vật
Jim Crockett Promotions | World Championship Wrestling
NWA World Heavyweight Championship (1 lần)1
NWA World Television Championship (1 lần))
WCW United States Heavyweight Championship (2 lần)
WCW World Heavyweight Championship (6 lần)
WCW World Tag Team Championship (3 lần)- với Lex Luger (1), The Giant (1), and Kevin Nash (1)2
NWA Jim Crockett Sr. Memorial Cup Tag Team Tournament (1988) với Lex Luger
NWA Iron Man Tournament (1989)
WCW Battle Bowl Battle Royal (1991)
WCW King of Cable Tournament (1992)
WCW European Cup (1994, 2000)
Pro Wrestling Illustrated
Ranked # 1 in the PWI 500 (1992)
Comeback of the Year (2006)
Match of the Year (1991) với Lex Luger vs. The Steiner Brothers tại SuperBrawl
Most Improved Wrestler of the Year (1988)
Most Inspirational Wrestler of the Year (1990)
Most Popular Wrestler of the Year (1991, 1992, 1994, 1997)
Wrestler of the Year (1990)
Total Nonstop Action Wrestling
NWA World Heavyweight Championship (1 lần)3
TNA World Heavyweight Championship (1 lần)
TNA World Tag Team Championship (1 lần)- với Kurt Angle
Universal Wrestling Federation
UWF World Tag Team Championship (3 lần) - với Eddie Gilbert (2) và Rick Steiner (1)
World Wrestling All-Stars
WWA World Heavyweight Championship (1 time)
Wrestling Observer Newsletter awards
5 Star Match (trận đấu được đánh giá 5 sao)(1991) cùng Brian Pillman, Rick Steiner, & Scott Steiner vs. Ric Flair, Larry Zbyszko, Barry Windham, & Sid Vicious (24/2, WarGames match, WrestleWar)
5 Star Match (1992) cùng Nikita Koloff, Ricky Steamboat, Barry Windham, & Dustin Rhodes vs. Rick Rude, Steve Austin, Arn Anderson, Bobby Eaton, & Larry Zbyszko (17/5, WarGames Match, WrestleWar) 
Best Babyface (1992)
Match of the Year (trận đấu của năm) (1988) vs. Ric Flair tại Clash of the Champions
Most Charismatic (1988, 1992)
Most Improved (1988)
Worst Worked Match of the Year (trận đấu tệ nhất của năm)(1995) vs. Tony Palmore vào 4/1
1. Sting giành đai khi đai NWA World Heavyweight thuộc về tổ chức World Championship Wrestling khi WCW là thành viên của National Wrestling Alliance
2. Thực ra đây chỉ là 1 lần. Sting và Giant đã giành đai khi Giant ở nWo Hollywood. Sting đã đánh bại Giant để giành cả hai đai và đồng ý cho Nash là partner
3. Sting giành đai khi TNA thỏa thuận với NWA được sử dụng đai NWA WHC

## Sự nghiệp đóng phim
Steve Borden đã xuất hiện trong phim The Real Reason (Men Commit Crimes) vào năm 1998, phim Shutterspeed, Ready To Rumble vào năm 2000. Steve Borden cũng tham gia trong rất nhiều series truyền hình như các chương trình như Thunder in Paradise, Walker Texas Ranger, The Nightmare Room, The Nick Cannon Show và MADtv. Vào năm 2004, một bộ phim về tiểu sử của Sting mang tên Sting: Moment of Truth đã được phát hành. Bộ phim này có Donnie Fallgatter đóng vai Sting khi còn trẻ, thi đấu cho các giải nhỏ. Steve Borden cũng đã tham gia dẫn chương trình Praise The Lord của kênh Trinity Broadcasting Network vào 3 dịp khác nhau. Khách mời của Sting ở các chương trình này có Vince Russo, Shawn Michaels, và Lex Luger

## Xuất hiện của Sting trên truyền thông

### Sách
Wrestling With God của Chad Bonham(2001) 
Sting: Moment of Truth của Sting và George King (2004)

### Băng VHS và đĩa DVD
Sting: Deadly Venom 
Sting: Unmasked 
Sting: Back in Black 
Sting: Moment of Truth 
Sting: Return of an Icon

## Các chức vô địch và danh hiệu
- Jim Crockett Promotions/World Championship Wrestling
  - NWA World Television Championship (1 lần)
  - NWA World Heavyweight Championship (1 lần) [1]
  - WCW International World Heavyweight Championship (2 lần)
  - WCW United States Heavyweight Championship (2 lần)
  - WCW World Heavyweight Championship (6 lần)
  - WCW World Tag Team Championship (3 lần) – with Lex Luger (1), The Giant (1), và Kevin Nash (1)
  - Jim Crockett, Sr. Memorial Cup (1988) – với Lex Luger
  - Iron Man Tournament (1989)
  - Battlebowl Battle Royal (1991)
  - King of Cable Tournament (1992)
  - European Cup (1994, 2000)
  - Third WCW Triple Crown Champion
- Pro Wrestling Illustrated
  - Comeback of the Year (2006, 2011, 2014)[233][234]
  - Match of the Year (1991) with Lex Luger vs. the Steiner Brothers at SuperBrawl
  - Most Improved Wrestler of the Year (1988)[235]
  - Most Inspirational Wrestler of the Year (1990)[236]
  - Most Popular Wrestler of the Year (1991, 1992, 1994, 1997)[157]
  - Wrestler of the Year (1990)[237]
  - Ranked #1 of the top 500 singles wrestlers in the PWI 500 in 1992[238]
  - Ranked #15 of the top 500 singles wrestlers of the "PWI Years" in 2003
  - Ranked #52 of the top 100 tag teams of the "PWI Years" with Lex Luger in 2003
- Total Nonstop Action Wrestling
  - TNA World Heavyweight Championship (4 lần)[239]
  - NWA World Heavyweight Championship (1 lần) [2]
  - TNA World Tag Team Championship (1 lần)[240] – cùng với Kurt Angle
  - Inspirational Superstar of the Year (2007)[241]
  - TNA Match of the Year (2007) vs. Kurt Angle at Bound for Glory, ngày 14 tháng 10 năm 2007[241]
  - TNA Match of the Year (2009) vs. A.J. Styles at Bound for Glory, ngày 18 tháng 10 năm 2009[62]
  - TNA Hall of Fame (Class of 2012)[107]
- Universal Wrestling Federation
  - UWF World Tag Team Championship (3 times)[242] – with Eddie Gilbert (2) and Rick Steiner (1)
- World Wrestling All-Stars
  - WWA World Heavyweight Championship (1 time)[243]
- Wrestling Observer Newsletter
  - Match of the Year (1988) vs. Ric Flair at Clash of the Champions I
  - Most Charismatic (1988, 1992)
  - Most Improved (1988)
  - Most Unimproved (1990)
  - 5 Star Match (1991) with Brian Pillman, Rick Steiner, and Scott Steiner vs. Ric Flair, Larry Zbyszko, Barry Windham, and Sid Vicious (February 24, WarGames match, WrestleWar)
  - 5 Star Match (1992) with Nikita Koloff, Ricky Steamboat, Barry Windham, and Dustin Rhodes vs. Arn Anderson, Rick Rude, Steve Austin, Bobby Eaton, and Larry Zbyszko (May 17, WarGames match,WrestleWar)
  - Best Babyface (1992)
  - Worst Worked Match of the Year (1995) vs. Tony Palmore at Battle 7
  - Worst Worked Match of the Year (2011) vs. Jeff Hardy at Victory Road (owing to Hardy's inebriation)[244]
- WWE
  - Slammy Awards (2 times)
    - "This is Awesome" Moment of the Year (2014) – Debuting to help Team Cena defeat Team Authority at Survivor Series
    - "Surprise Return of the Year" (2015) - as Seth Rollins' statue, and attacks Rollins on RAW.

  - WWE Hall of Fame (Class of 2016)

1. 1 2 3 4
2. 1 2 3 4  "Sting". WCW.com (via Wayback Machine). World Championship Wrestling. 2000. Bản gốc lưu trữ ngày 10 tháng 11 năm 2000. Truy cập ngày 30 tháng 12 năm 2014.{{Chú thích web}}:  Quản lý CS1: bot: trạng thái URL ban đầu không rõ (liên kết)
3. ↑  Meltzer, Dave (ngày 7 tháng 2 năm 2011). "Feb. 7 Observer Newsletter: Royal Rumble 2011, Road to Mania, Mistico to WWE, Goldsmith done, more". Wrestling Observer Newsletter. Campbell, CA. tr. 3. ISSN 1083-9593. Regarding Sting, he didn't sign with TNA. I guess because it was on Raw, and built to a date for a live Raw in Fresno (which people thought was only a few hours from where Sting lives, but Sting actually moved from Santa Clarita, CA to Dallas last year) and people saw Nash and Booker, they came up with the idea the videos were to introduce Sting.
4. 1 2 3 4  "Sting". WWE.com. WWE. 2014. Truy cập ngày 30 tháng 12 năm 2014.